# 22260 Ур
22260 Ур (22260 Ur) — астероїд головного поясу, відкритий 19 жовтня 1979 року.
Тіссеранів параметр щодо Юпітера — 3,369.
Названо на честь стародавнього столичного міста Ур в південному Межиріччі.